# John Sanford (Autor)
John Sanford, geboren als Julian Lawrence Shapiro (* 31. Mai 1904 in Harlem; † 6. März 2003 in Montecito, Kalifornien) war ein US-amerikanischer Schriftsteller. Er schrieb Drehbücher und Romane, darunter den 1943 erschienenen Roman The People from Heaven (deutsch Die Menschen vom Himmel, 2023).

## Leben
Shapiro wurde 1904 in Harlem (New York) als Sohn eines russischen Einwanderers und einer Amerikanerin geboren. Die Eltern waren jüdischer Konfession. Er studierte Jura an der Fordham University und arbeitete nach dem Examen 1929 als Rechtsanwalt. Angeregt von seinem Freund Nathaniel West begann er, Romane zu schreiben. Er schrieb für Avantgarde-Magazine wie The New Review und Contact. 1931 vollendete er seinen ersten Roman The Water Wheel. Seinen zweiten Roman The Old Man's Place veröffentlichte er unter dem Pseudonym John B. Sanford, um antisemitischen Ressentiments zu entgehen; 1940 nahm er diesen Namen auch offiziell an.
Der Erfolg seines zweiten Romans ermöglichte ihm 1936, eine Stelle als Drehbuchautor bei Paramount Pictures in Hollywood zu bekommen. Dort lernte er die Drehbuchautorin Marguerite Roberts kennen, die er später heiratete. Gemeinsam schrieben sie das Drehbuch für den Film Honky Tonk (1941).  1943 veröffentlichte Sanford den Roman The People from Heaven, der als sein Meisterwerk gilt. Der Historiker Carl Sandburg lobte das Buch: „ein heiliges Buch, majestätisch in seinen Weisungen“. Der Roman spielt in den 1930er Jahren und erzählt die Geschichte einer Kleinstadt im Nordosten der USA, in der ein gewalttätiger Ladenbesitzer nach der Ankunft einer heimatlosen Afroamerikanerin eine rassistische Hetzkampagne entfesselt.
Sanford und Roberts schlossen sich zeitweise der Kommunistischen Partei der USA an. 1951 wurden sie deshalb vor das McCarthy-Komitee zitiert. Da sie sich weigerten zu kooperieren, wurden sie zehn Jahre lang von Hollywood-Jobs ausgeschlossen.

## Werke
- The Water Wheel (Roman 1933)
- The Old Man's Place (Roman, New York 1935)
- Seventy Times Seven (Roman, New York 1939)
- The People from Heaven (Roman, New York 1943)
- Adirondack Stories (Erzählungen, Santa Barbara 1976)
- Scenes from the Life of an American Jew (Autobiographie in 5 Bänden, Santa Barbara 1984–1991)
- Maggie: A Love Story (Biographie seiner Frau, Fort Lee, N.J. 1993)

## Ehrungen
- Los Angeles Times Book Prize: Robert Kirsch Award 1998